# Св. св. Петър и Павел (Габрово)
Вижте пояснителната страница за други значения на Свети апостоли Петър и Павел.
„Св. св. Петър и Павел“ е православен параклис в Габрово.

## История
На партерния етаж на вилата на Пенчо Семов, в помещение от 97 кв. м, архитектът на сградата проектира параклис, наречен „Свети апостоли Петър и Павел“.
След благословията на митрополит Софроний Търновски, с обзавеждането на параклиса се заема съпругата на индустриалеца хаджи Радка Семова.
Мраморният иконостас е изработен през 1938 г. от скулптура Йосиф Шквара. С идването на 9 септември 1944 г., параклисът остава неосветен. На следващата година /1945/ умира индустриалецът Пенчо Семов.

## Съдба
На 8 ноември 1948 г. (Архангеловден) в памет на своя съпруг хаджи Радка Семова дарява всички църковни принадлежности и обзавеждането на параклиса на храм „Успение на Пресвета Богородица“.
По онова време това е единственият мраморен иконостас в Габрово. Той не е съхранен изцяло. Части от него са използвани за направа парапет в храма, друга част е използвана за паметната плоча на Георги Генев (комунист, антифашист от Габрово).

## В наши дни
Днес параклисът на Пенчо и Радка Семови се намира в храм „Успение на Пресвета Богородица“ се намира в северната стая на арктиката на храм „Успение на Пресвета Богородица“. Иконите в цял ръст на Иисус Христос, Свети апостол Петър и Свети апостол Павел са поставени върху дървен, много по-опростен иконостас.